# Tres delinquentes
«Tres Delinquentes» (también conocida como «Three Delinquents» en inglés) es una canción de la banda estadounidense de rap chicano Delinquent Habits. Fue lanzado en junio de 1996 como su sencillo debut desprendido de su álbum homónimo, Delinquent Habits. Fue editado tanto en español como en inglés. Contiene el sample de la canción de jazz "The Lonely Bull (El Toro solitario)" originalmente interpretada por Herb Alpert en 1962. Alcanzó el puesto número 35 en el Billboard Hot 100 de los Estados Unidos e ingresó en varias listas europeas.

## Lista de canciones
| Estados Unidos — Sencillo en CD |                     |          |  |
| N.º                             | Título              | Duración |  |
| 1.                              | «Tres Delinquentes» | 4:17     |  |
| 2.                              | «What It Be Like»   | 4:01     |  |

| Europa — Maxisencillo (Remixes) |                                                   |          |  |
| N.º                             | Título                                            | Duración |  |
| 1.                              | «Tres Delinquentes» (Versión original)            | 3:27     |  |
| 2.                              | «Tres Delinquentes» (Versión en español)          | 4:18     |  |
| 3.                              | «Tres Delinquentes» (Cubano Remix)                | 4:48     |  |
| 4.                              | «Tres Delinquentes» (Cubano Remix - en español)   | 4:48     |  |
| 5.                              | «Tres Delinquentes» ((Tony G. & Julio G. Version) | 3:42     |  |
| 6.                              | «Tres Delinquentes (con Sen Dog)» (Rock Mix)      | 3:37     |  |

## Posicionamiento en listas
| Lista (1996)                           | Mejor posición |
| -------------------------------------- | -------------- |
| Alemania (Media Control AG)            | 30             |
| Estados Unidos (Billboard Hot 100)     | 35             |
| Estados Unidos (Hot R&B/Hip-Hop Songs) | 61             |
| Estados Unidos (Rap Songs)             | 10             |
| Finlandia (OFC)                        | 16             |
| Países Bajos (Dutch Top 40)            | 32             |
| Suecia (Sverigetopplistan)             | 32             |
| Suiza (Schweizer Hitparade)            | 34             |